# گمینا کارشن
گمینا کارشن (به لهستانی:  Gmina Karsin) یک گمینا در لهستان است که در شهرستان کوشچژنا واقع شده‌است. گمینا کارشن ۱۶۹٫۲ کیلومتر مربع مساحت و ۵٬۹۰۵ نفر جمعیت دارد.